# 東本願寺前停留場
東本願寺前停留場（日语：／ Higashihonganji-mae teiryūjō */?）是位於北海道札幌市中央區的札幌市交通局（札幌市電車）山鼻線的鐵路車站。車站位於西7丁目通及南7條通的十字路口北面。
與鄰近的「山鼻9條停留場」車站之間的道路，為現存路線中斜率最高。

## 歷史
- 1923年（大正12年）8月12日 - 開始營業。

## 車站構造
車站屬於2面2線的側式月台。南面的月台為往薄野方向、而北面的月台則是往西4丁目方向，並設置安全區域。安全區域設置地面融雪系統及有蓋月台。

## 車站周邊
- 札幌南八条西郵政局
- Premiere - CABIN-札幌
- 真宗大谷派（別名東本願寺）札幌別院（日语：真宗大谷派札幌別院）
- 東急商店薄野南7条店
- 丸正食品南7条店

## 相鄰停留場
札幌市交通局（札幌市電）
山鼻線
山鼻9條（SC20）－東本願寺前（SC21）－資生館小學校前（SC22）

## 備註
京都市電車烏丸線曾經在1912年（明治45年）至1974年（昭和49年）設立「東本願寺前站」。

## 外部連結
- 札幌市交通局（日文）